# Nassim Banouas
Nassim Banouas (* 8. September 1986 in Worms) ist ein ehemaliger deutscher Fußballspieler. Banouas ist Sohn eines algerischen Vaters und einer deutschen Mutter.

## Karriere
Bis 1998 spielte der Innenverteidiger Banouas für den SV Horchheim und wechselte dann zum 1. FC Kaiserslautern. 2003 folgte ein Wechsel zur A-Jugend des 1. FSV Mainz 05, für die er in der U19-Bundesliga 51 Spiele absolvierte. Ab 2005 gehörte er zum Bundesligakader der Mainzer, kam jedoch bei keinem Pflichtspiel der Profimannschaft zum Einsatz. Für die zweite Mannschaft der Mainzer absolvierte er 30 Ligaspiele in der Ober- und Regionalliga.
Kurz nach Beginn der Saison 2006/07 wurde Banouas aus disziplinarischen Gründen aus dem Profikader der Mainzer gestrichen und bis Saisonende an den Regionalligisten Sportfreunde Siegen ausgeliehen.
Zu Beginn der Saison 2007/08 wechselte er zur Oberliga-Mannschaft des 1. FC Kaiserslautern. Bei den Zweitliga-Profis kam er zu zwei Einsätzen.
In der Saison 2008/09 spielte Banouas beim Drittligisten Kickers Offenbach. Im Dezember 2009 unterschrieb der Verteidiger einen Vertrag beim SV Waldhof Mannheim, der bis zum 30. Juni 2010 lief. In der Spielzeit 2010/11 stand er beim FC 08 Homburg unter Vertrag. Es folgte ein einjähriges Gastspiel bei der SV 07 Elversberg, bevor Banouas im Sommer 2012 zu Wormatia Worms wechselte. 2013 kehrte er zum SV Waldhof zurück, ein Jahr später schloss er sich dem Ligakonkurrenten SVN Zweibrücken an. Als dieser während der Saison 2014/15 in finanzielle Schwierigkeiten geriet, wechselte Banouas im Januar 2015 zum hessischen Oberligisten SV Wiesbaden. Hier absolvierte er bis Saisonende ein Ligaspiel und beendete seine Karriere.
Banouas arbeitet nach dem Karriereende als Scout bei der FSB-Spielerberatung GmbH.